# Yngve Stiernspetz
Yngve Stiernspetz (Eksjö, 1887. április 27. – Lidingö, 1945. április 4.) olimpiai bajnok svéd tornász, katona.
Részt vett az 1912. évi nyári olimpiai játékokon, és tornában a svéd rendszerű csapat összetettben aranyérmes lett.
Klubcsapata a Stockholms GF volt.
Katonai iskolát végzett, és mint tüzérségi tiszt, 1925-re százados lett, 1927-ben pedig a smålandi tüzérség vezetője.